# Ballester (unitat militar)

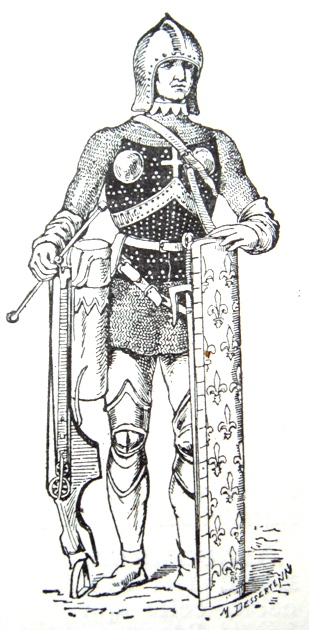
Ballester francès

Un ballester era una unitat militar que portava com a arma una ballesta, amb la qual disparava a distància. Si per qualsevol circumstància es veia embolicat en una lluita cos a cos, el ballester podia portar a sobre un punyal o daga per a defensar-se.
Unitats de ballesters han existit a l'antiga xina i l'antiga Grècia, però a Europa la ballesta només va subsistir en una versió més gran com a arma de setge o una versió més petita com arma de caça.
En l'edat mitjana les ballestes eren les armes de projectil més mortíferes fins a l'ús de la pólvora, i pràcticament travessaven totes les armadures, amb un abast de 250 metres. Al segle xiii, els ballesters genovesos (reclutats a Gènova i en altres ciutats i països del nord-oest d'Itàlia) i els arbalesters francesos van causar un gran impacte i van obligar a incrementar l'armadura de la cavalleria, però en la guerra dels Cent Anys foren superats pels arcs llargs anglesos, més ràpids de carregar i amb més abast, però requerien molta experiència en el maneig.
L'exèrcit català disposà des del segle xiii d'unitats de ballesters a peu a manera d'infanteria, i la tripulació de les galeres catalanes incloïa quaranta ballesters per les grosses i trenta per les subtils, amb missió d'atacar amb dards les cobertes enemigues.